# Dicranomyia (Dicranomyia) koxinga
Dicranomyia (Dicranomyia) koxinga is een tweevleugelige uit de familie steltmuggen (Limoniidae). De soort komt voor in het Oriëntaals gebied.